# Estación de ferrocarril de Asjabad
La Estación de ferrocarril de Asjabad (en turcomano: Aşgabat demirýol meňzeli, en ruso: Ашхабадский железнодорожный вокзал, Ashkhabadskiy zheleznodorozhnyy vokzal) es la estación de ferrocarril principal de Asjabad, la capital de Turkmenistán. Fue inaugurada en 1888 y es operada por Türkmendemirýollary.

## Historia

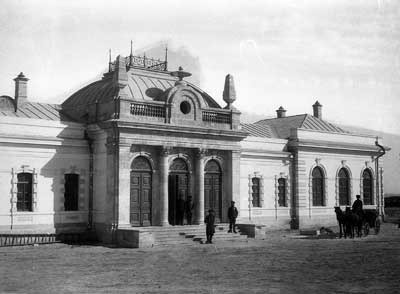
La antigua estación en 1901.

La estación fue construida en 1888, pero tuvo que ser demolida en 1948 debido al terremoto de Asjabad de ese mismo año. Las obras de reconstrucción se iniciaron en 1950 sobre los cimientos de la antigua estación de ferrocarril.
Tras graves problemas financieros, en 2009 se completó la reconstrucción. La empresa turca Belda Insaat llevó a cabo el diseño y la reconstrucción radical de la estación de tren. El edificio está hecho con mármol blanco y el techo por debajo de la torre se convirtió en un color azul brillante.

## Servicios
La línea Asjabad - Serajs cuenta con dos trenes a la semana, y el resto a Turkmenbashi, Balkanabad, Atamurat, Serhetabat y Dashoguz son diarios.